# Nanorchestes antarcticus
Nanorchestes antarcticus är en spindeldjursart som beskrevs av Strandtmann 1963. Nanorchestes antarcticus ingår i släktet Nanorchestes och familjen Nanorchestidae. Inga underarter finns listade i Catalogue of Life.